# Christof Arnold
Christof Benedikt Arnold (ur. 8 lipca 1970 w Schwäbisch Gmünd) – niemiecki aktor teatralny, filmowy i telewizyjny.
Urodził się w rodzinie rzymskokatolickiej jako czwarte dziecko dyrektora szkoły i nauczycielki. W młodości był rowerzystą BMX i w 1988 roku jako ze swoim rowerem jako salto brał również udział w mistrzostwach Europy i świata. Po ukończeniu studiów w 1990 roku przeniósł się do Berlina, gdzie dorabiał jako ochroniarz. W 1996 roku trafił na casting i dostał rolę Bastiana Sprangera w telenoweli ARD Marienhof, w której grał do roku 2000. Był gospodarzem programu Viva Zwei Connex i Geschmackssache. 
W latach 2006-2008 grał rolę Gregora Bergmeistera w telenoweli ARD Burza uczuć (Sturm der Liebe).
Christof Arnold jest żonaty i mieszka ze swoją żoną Petrą w Monachium. Ma dwóch synów. 

## Filmografia

### Seriale TV
- 1995: Peep!
- 1996–2000: Marienhof jako Bastian Spranger
- 1999: SOKO 5113
- 2000: Tatort
- 2000: Mamy cię! (Verstehen Sie Spaß?)
- 2000-2003: fabrixx jako Uli Buchner
- 2003: Tatort jako Maik Grabosch
- 2005: Hallo Robbie! jako Wulf
- 2006: Kobra - oddział specjalny - odc. Nad przepaścią (Am Abgrund) jako Chris
- 2006: Tatort jako Mike Dippon
- 2006–2008: Burza uczuć (Sturm der Liebe) jako Gregor Bergmeister / Christian Deville
- 2011: Tatort jako dr Streif